# Festival de Cine de Birmingham
El Festival de Cine de Birmingham (BFF; en inglés: The Birmingham Film Festival) es un festival internacional de exposiciones, eventos y premios para cineastas de todo el mundo que se fundó en 2016, dura tres días en noviembre y tiene lugar en Birmingham, una ciudad y un distrito metropolitano (oficialmente la Ciudad y el Distrito Metropolitano de Birmingham (en inglés: City and Metropolitan Borough of Birmingham)) en el condado de West Midlands, en Inglaterra, Reino Unido. El Gran Premio del festival (el premio B.F.F Bull) se otorga en honor del patrocinador del festival, Steven Knight, creador de Peaky Blinders, una serie de televisión británica. Kevin McDonagh es el presidente del festival y Dean Williams es el director ejecutivo.

## Categorías de premios

### Mejor actriz
| Año  | Actriz           | Papel       |
| ---- | ---------------- | ----------- |
| 2019 | Donna Taylor     | The Edge    |
| 2018 | Veronica Osimani | New You     |
| 2016 | Kathryn Hanke    | Polterheist |

### Mejor actor
| Año  | Actor         | Papel    |
| ---- | ------------- | -------- |
| 2019 | Dean Kilbey   | The Edge |
| 2018 | Johnny Vivash | New You  |
| 2016 | Johnny Vivash | Big Bird |

### Mejor película general (B.F.F Bull Award)
| Año  | Papel        |
| ---- | ------------ |
| 2019 | Hello Darlin |
| 2018 | EPIPHANY     |
| 2016 | BEVERLY      |

### Mejor documental
| Año  | Papel                        |
| ---- | ---------------------------- |
| 2019 | Bet On Yourself              |
| 2018 | Looking for the Perfect Beat |
| 2016 | GRANDFATHER                  |

- Mejor característica.
- Mejor corto.
- Mejor joven cineasta (menor de 18 años).
- Mejor actor joven (menor de 18 años).
- Mejor joven creativo (menor de 18 años).
- Mejor película local (basada en Birmingham, tema o reparto y equipo).
- Premio Adversidad Facers (para cualquier cineasta que haya superado desafíos importantes).
- Mejor fotografía.
- Mejor película extranjera.
- Mejor banda sonora original.
- Mejor diseño de vestuario.
- MEJOR EDICIÓN.
- El mejor cabello y maquillaje.
- Mejor diseño de producción.
- Mejores efectos especiales.